# Sposa nella morte!
Sposa nella morte! est un film dramatique muet italien réalisé par Emilio Ghione et sorti en 1915.

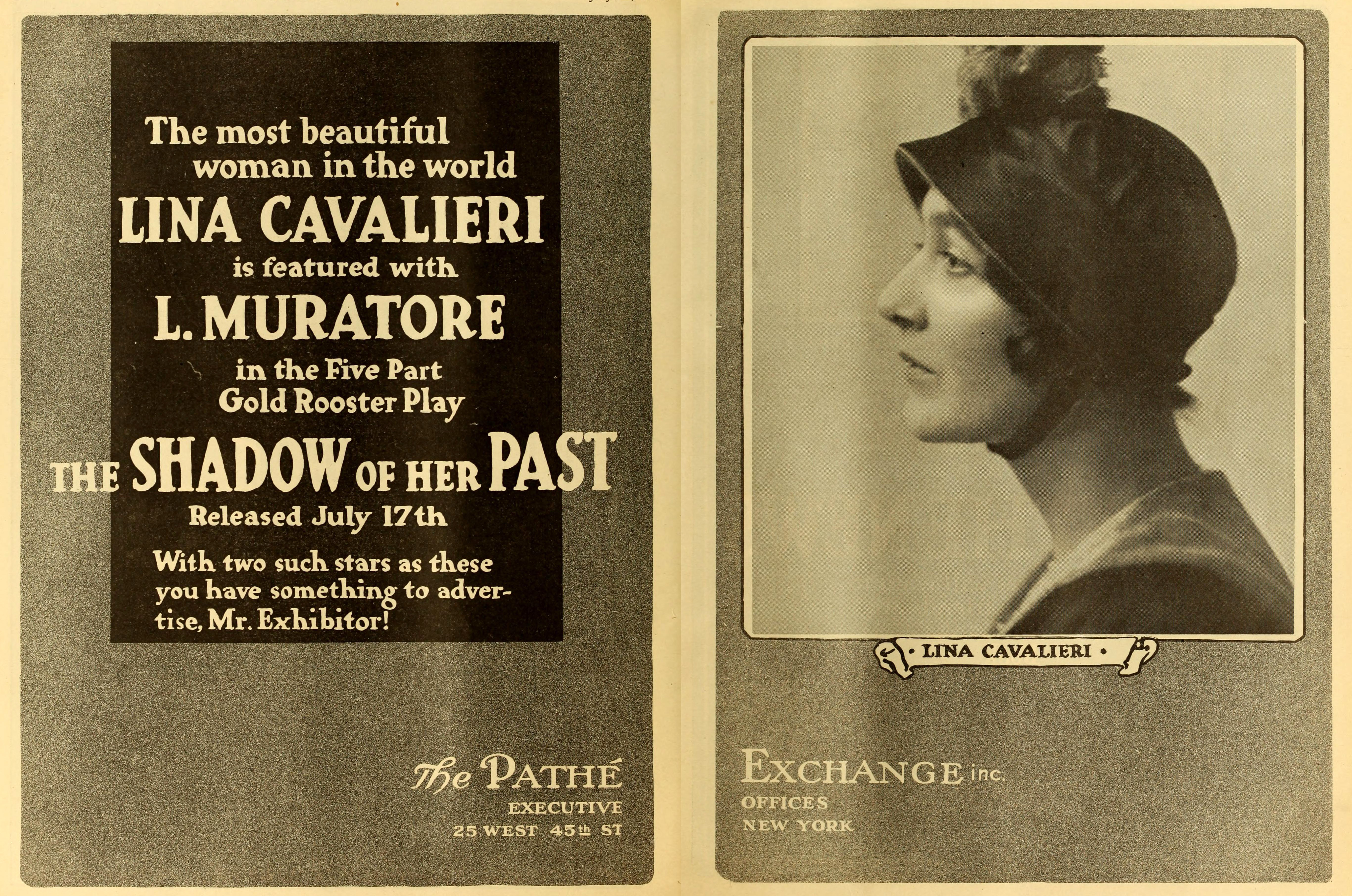
Double page publicitaire pour The Shadow of Her Past dans le magazine The Moving Picture World en juin 1916.

Ce film met en vedette Lina Cavalieri. Il a été tourné à Paris et à Rome. Il a été distribué aux États-Unis en 1916 sous le titre The Shadow of Her Past, mais n'a pas été bien reçu.

## Distribution
- Angelo Bonfanti
- Ida Carloni Talli
- Alfonso Cassini
- Lina Cavalieri
- Alberto Collo
- Diomira Jacobini
- Lucien Muratore
- Luigi Scotto